# Павлов, Николай Александрович (деятель НКВД)
Никола́й Алекса́ндрович Па́влов (1903, Санкт-Петербург — ?) — деятель ГПУ/НКВД СССР, старший лейтенант государственной безопасности, начальник УНКВД Кустанайской области Казахской ССР. Входил в состав особой тройки НКВД СССР, внесудебного и, следовательно, не правосудного органа уголовного преследования.

## Биография
Николай Александрович Павлов родился в 1903 году в Санкт-Петербург в семье наладчика станков. Окончил 3-классное городское училище и 2 класса Вознесенского высшего начального 4-классного училища. В 1917 году избран членом президиума Союза пролетарских трудящихся школ в Петрограде. С 1918 по 1919 годы член РКСМ. В 1919 году вступил в РКП(б). С 1919 года его деятельность была связана с работой в органах ВЧК−ОГПУ−НКВД.
- 1919—1924 годы — сотрудник ВЧК—ГПУ, уполномоченный Особого отдела 10-й стрелковой дивизии.
- 1924—1925 годы — заместитель председателя правления Череповецкого губпотребсоюза.
- 1925—1927 годы — уполномоченный Череповецкого губотдела ГПУ, начальник Информационно-агентурного отдела Череповецкого губотдела ГПУ.
- 1927—1931 годы — начальник Информационного отдела Вологодского отдела ГПУ, врид начальника 4-го отделения Информационного отдела Полномочного представительства ОГПУ по Ленинградскому военному округу (ЛВО), врид помощника начальника Информационного отдела Полномочного представительства ОГПУ по ЛВО, помощник начальника Информационного отдела Полномочного представительства ОГПУ по ЛВО.
- 1931—1932 годы — начальник Волховского оперативного сектора ГПУ.
- 1932—1933 годы — начальник Коми областного отдела ГПУ.
- 1933—1934 годы — заместитель начальника Секретно-политического отдела Полномочного представительства ОГПУ по Казахстану.
- 1934—1936 годы — заместитель начальника Секретно-политического отдела УГБ УНКВД Казахской АССР.
- С августа 1936 года по октябрь 1937 года — начальник УНКВД КазССР по Кустанайской области, затем начальник 2-го отдела УГБ НКВД Казахской ССР. Этот период отмечен вхождением в состав особой тройки[2] и активным участием в сталинских репрессиях[3]. Включен в тройку решением Политбюро ЦК ВКП(б) № П51/212 от 11.07.1937 и приказом НКВД № 00447 от 30.07.1937, исключен — решением Политбюро № П55/202 от 13.11.1937[4].

## Завершающий этап
Арестован 4 мая 1939 года. Осуждён 30 октября 1939 года на 15 лет ИТЛ по статье 193-17 «б» (воинские должностные преступления — злоупотребление властью при наличии особо отягчающих обстоятельств) УК РСФСР Военным трибуналом войск НКВД Казахской ССР. Отбывал наказание в Северном железнодорожном ИТЛ.
В период СССР реабилитирован не был. В июле 1999 г. реабилитирован Прокуратурой Алматинской области Республики Казахстан на основании закона РК от 14 апреля 1993 года.

## Награды
- 26.5.1933 — Почётный сотрудник госбезопасности XV
- 22.2.1938 — Медаль XX лет Рабоче-Крестьянской Красной Армии